# Monti Psiloriti
I Monti Psiloritis sono una catena montuosa che si trova nell'isola greca della Creta meridionale. Il Monte Ida ne è la vetta principale. L'antico palazzo minoico di Festo è allineato verso un'importante zona della sella montana dello Psiloriti.